# Europejskie zgrupowanie interesów gospodarczych
Europejskie zgrupowanie interesów gospodarczych (skrót EZIG lub EEIG – ang. European economic interest grouping) – przewidziana przez prawo wspólnotowe i realizowana przez prawo polskie, forma prawna prowadzenia działalności gospodarczej o charakterze ponadnarodowym, która łączy w sobie cechy spółki (jawnej) i konsorcjum.

## Cele ustanowienia EZIG
EZIG ma głównie na celu ułatwianie rozwijania działalności jego uczestników, polepszenie lub zwiększenie wyników tej działalności, a nie tylko osiąganie zysków (ewentualny osiągnięty zysk niestanowiący pierwszoplanowego celu działalności EZIG jest dzielony między członków). Działalność EZIG musi być powiązana z działalnością gospodarczą jego uczestników i mieć w stosunku do nich charakter pomocniczy. EZIG nie sprawuje kontroli nad wchodzącymi w jego skład uczestnikami (przedsiębiorstwami), nie jest ich właścicielem i nie udziela im pożyczek ani nie uczestniczy w ich udzielaniu uczestnikom. Zgrupowanie nie może realizować inwestycji publicznych. Zatrudnia maksymalnie do pięciuset pracowników. Wśród głównych zalet EZIG wymienia się elastyczność zmiany sposobu działalności oraz możliwość szybkiego przystosowywania się do zmiennych potrzeb członków i wymagań rynkowych.

## Podstawy prawne funkcjonowania
Zasady funkcjonowania EZIG zostały uregulowane w rozporządzeniu Rady Wspólnot Europejskich z 25 lipca 1985 r., które weszło w życie 1 lipca 1989 r.. Od chwili wejścia w życie rozporządzenia na terenie Unii Europejskiej powstało kilka tysięcy EZIG, w tym m.in. francuski potentat lotniczy Airbus zlokalizowany w Hamburgu i Tuluzie. Rozporządzenie to zawiera delegację dla ustawodawców krajowych do ustanowienia przepisów odnoszących się do poszczególnych zagadnień. W wykonaniu tej delegacji polski ustawodawca uchwalił 4 marca 2005 r. ustawę o europejskim zgrupowaniu interesów gospodarczych i spółce europejskiej.
Rozporządzenie normuje umowę założycielską, ustrój wewnętrzny, publikację ogłoszeń związanych z działalnością EZIG i jego statut organizacyjny. W kwestiach nieuregulowanych rozporządzeniem WE stosuje się prawo państwa członkowskiego właściwego ze względu na umiejscowienie siedziby administracyjnej EZIG, rozumianej jako siedziba organizacji jako całości lub siedziba jednego z jego członków.

## Geneza
Europejskie Zgrupowanie Interesów Gospodarczych wywodzi się z postanowień Traktatu Europejskiego (modyfikującego traktaty rzymskie), którego art. 235 stanowił, iż wspólnym dążeniem państw unijnych w celu stworzenia wspólnego rynku jest przyjęcie instrumentu prawnego w formie europejskiej grupy interesów gospodarczych. Pierwotnie koncepcja tej regulacji powstała na podstawie projektu opartego na prawie francuskim (Groupement d'Interet Economique) i została rozparzona przez Komisję 21 grudnia 1973 r. Po pięciu latach pracy Komisja 22 kwietnia 1978 r. po konsultacjach z komitetami Ekonomicznym i Społecznym Parlamentu Europejskiego przedstawiła projekt, który został ostatecznie przyjęty 25 lipca 1985 r.

## Forma prawna
Konstrukcja prawna EZIG zbliżona jest do przyjętej w Kodeksie spółek handlowych konstrukcji prawnej spółki jawnej. Zgodnie zatem z przepisami rozporządzenia WE i ustawy o europejskim zgrupowaniu interesów gospodarczych i spółce europejskiej, do EZIG z siedzibą w Polsce mają zastosowanie przepisy o spółce jawnej. Na mocy tych przepisów EZIG jest jednostką organizacyjną nieposiadającą osobowości prawnej. Do EZIG mają zastosowanie przepisy dotyczące spółki jawnej zawarte zarówno w K.s.h. jak i innych ustawach.
EZIG podlega wpisowi do rejestru przedsiębiorców (w Krajowym Rejestrze Sądowym) na zasadach określonych dla spółek jawnych. Istotną odmiennością w stosunku do spółki jawnej jest to, że do prowadzenia spraw i reprezentacji EZIG powołuje się osoby trzecie, którymi są zarządcy zgrupowania. Publikatorem właściwym do ogłoszeń pochodzących od EZIG jest Monitor Sądowy i Gospodarczy.

## Uczestnicy
Członkami europejskiego zgrupowania interesów gospodarczych mogą być zarówno spółki, w rozumieniu art. 48 ust. 2 TWE, inne osoby prawne prawa publicznego lub prywatnego, jak i osoby fizyczne. Przedsiębiorcy będący osobami fizycznymi muszą spełniać warunek prowadzenia na terenie UE działalności gospodarczej w zakresie: przemysłu, handlu, rzemiosła, rolnictwa, wolnych zawodów lub innych usług. Jeśli chodzi o spółki i inne podmioty wyposażone w osobowość prawną, muszą być one założone zgodnie z prawem jednego z państw członkowskich Unii, a także mieć siedzibę i główny zarząd na terenie UE. Konieczny jest przy tym ponadnarodowy charakter EZIG: musi ono składać się co najmniej z dwóch spółek lub innych osób prawnych mających swój zarząd główny w różnych państwach członkowskich bądź dwóch osób fizycznych prowadzących działalność w różnych państwach członkowskich. Ewentualnie, jego skład może tworzyć spółka lub inna osoba prawna mająca swój zarząd w jednym państwie członkowskim i osoba fizyczna prowadząca działalność w drugim państwie członkowskim (tzw. „skład mieszany”). Jedno europejskie zgrupowanie interesów gospodarczych nie może być członkiem innego EZIG.

## Członkowie i zarządcy
Obowiązkowymi organami EZIG są: kolegium członków EZIG oraz organ administracyjny (zarządca lub zarządcy). Inne wspólne organy mogą być ustanowione pod warunkiem powołania ich w umowie (np. kolegium arbitrów). Każdy członek zgrupowania posiada jeden głos, choć pewni członkowie mogą dysponować większą liczbą głosów, pod warunkiem, że żaden członek nie będzie dysponował większością głosów. Prawo reprezentowania (samoistnego lub łącznego) EZIG posiadają tylko zarządcy.

## Nazwa
Polska ustawodawca realizując rozporządzenie WE, przetłumaczył nazwę nowo powstałej formy współpracy gospodarczej jako europejskie zgrupowanie interesów gospodarczych. Jednak spotkać można również nazwę europejskie ugrupowanie interesów gospodarczych.